# Sława Przybylska

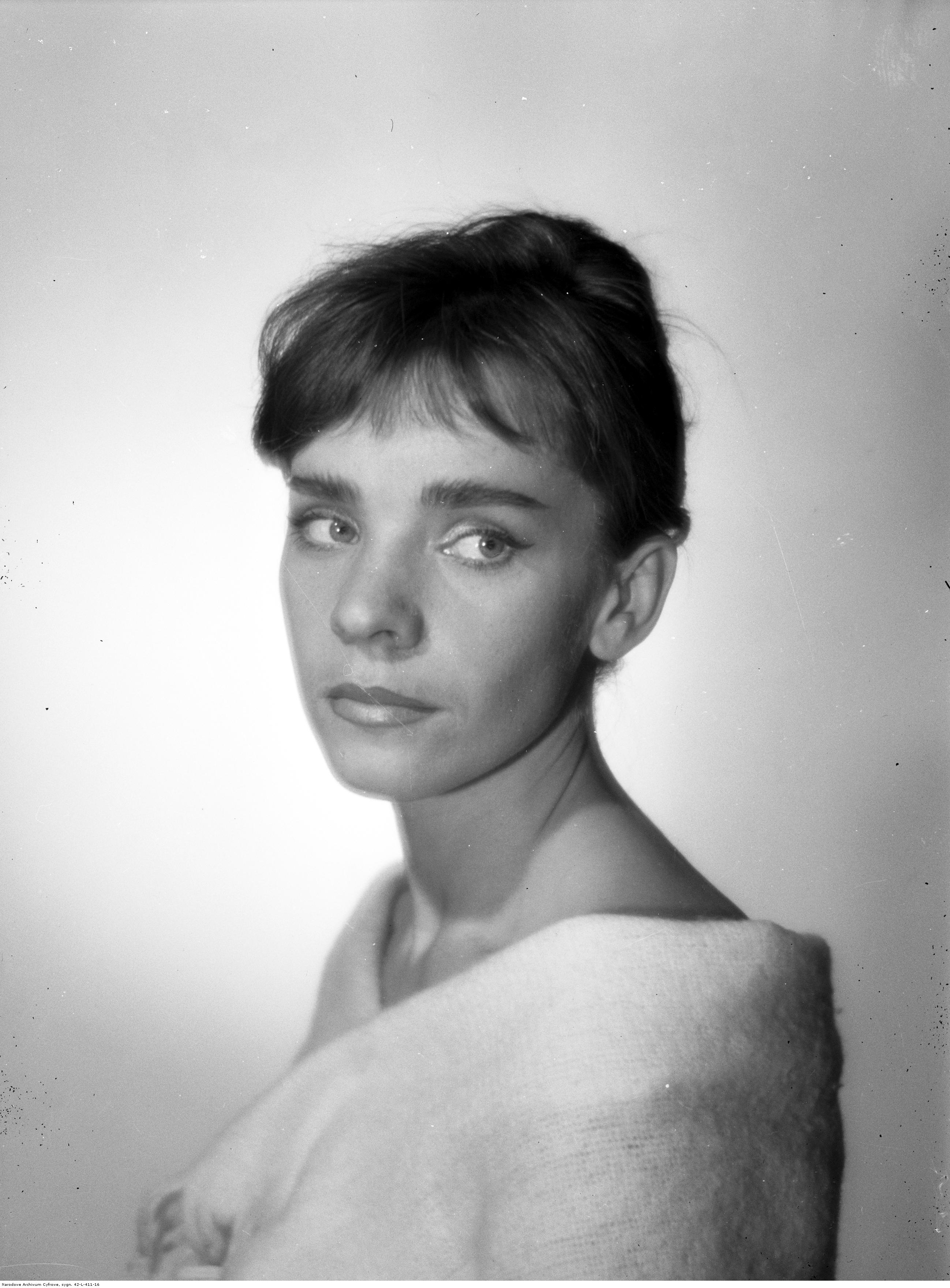
Sława Przybylska

Sława Przybylska-Krzyżanowska (sinh ngày 2 tháng 11 năm 1932) là một ca sĩ người Ba Lan.

## Sự nghiệp
Trước khi Przybylska theo đuổi sự nghiệp âm nhạc, bà đã tốt nghiệp trường Trung học Mỹ thuật ở Warsaw và sau đó theo học ngành Ngoại thương tại trường Ngoại vụ Trung ương.
Năm 1957, Przybylska giành chiến thắng trong cuộc thi dành cho các ca sĩ nghiệp dư do Đài phát thanh Ba Lan tổ chức. Một năm sau, bà trở nên nổi tiếng nhờ bài hát Pamiętasz była jesień. Bà được Tổng thống Ba Lan Aleksander Kwaśniewski trao tặng Thập giá Sĩ quan Huân chương Polonia Restituta vào năm 2000.